# 塩沢郵便局
塩沢郵便局（しおざわゆうびんきょく）は新潟県南魚沼市にある郵便局。民営化前の分類では集配特定郵便局であった。

## 概要
住所：〒949-6408 新潟県南魚沼市塩沢1146番地1

## 沿革
- 1872年8月4日（明治5年7月1日） - 塩沢郵便取扱所として開設[1]。
- 1875年（明治8年）1月1日 - 塩沢郵便局（五等）となる[1]。
- 1885年（明治18年）10月1日 - 貯金取扱を開始[1]。
- 1892年（明治25年）2月1日 - 為替取扱を開始[1]。
- 2007年（平成19年）10月1日 - 民営化に伴い、併設された郵便事業六日町支店塩沢集配センターに一部業務を移管
- 2008年（平成20年）8月25日 - 郵便事業六日町支店越後上田集配センターの集配区を継承
- 2008年（平成20年）10月7日 - 局舎建て替えのため、塩沢1146番地より同1370番地1に移転
- 2009年（平成21年）11月17日 - 新局舎完成のため、塩沢1370番地1より同1146番地1に移転。郵便局の単独店舗となり、郵便番号が〒949-6499から〒949-6408に変更。郵便事業六日町支店塩沢集配センターは元位置で単独店舗化。
- 2012年（平成24年）10月1日 - 日本郵便株式会社の発足に伴い、郵便事業六日町支店塩沢集配センターが六日町郵便局塩沢集配分室となる。

## 取扱内容
- 郵便、印紙、ゆうパック、内容証明
- 貯金、為替、振替、振込、国際送金、国債
- 生命保険、バイク自賠責保険
- ゆうちょ銀行ATM

## 風景印
- 表記は『新潟塩沢』
- 図案は『金城山』・特産『越後上布の雪晒しの風景』・『三国街道塩沢宿 牧之通りの街並み』
- 使用開始日は2010年（平成22年）4月1日

### 過去の風景印
- 1983年（昭和58年）10月20日 - 2010年（平成22年）3月31日
  - 表記は『新潟塩沢』
  - 図案は『金城山』・『鈴木牧之像』･『雪晒し』

## 周辺
- 国道17号

## アクセス
- 東日本旅客鉄道上越線 塩沢駅から東へ徒歩約10分
- 駐車場あり：10台